# Allocosa mahengea
Allocosa mahengea là một loài nhện trong họ wolfspinnen (Lycosidae).
Loài này thuộc chi Allocosa. Allocosa mahengea được Carl Friedrich Roewer miêu tả năm 1959.